# Veith von Fürstenberg
Veith von Fürstenberg (* 1947 in Minden, Nordrhein-Westfalen) ist ein deutscher Filmproduzent, Drehbuchautor und Regisseur. Er begann seine Arbeit beim Film Ende der 1960er Jahre. 1971 gründete er u. a. mit Hark Bohm, Wim Wenders, Volker Vogeler und Hans W. Geissendörfer den Filmverleih Filmverlag der Autoren und wurde 1972 zusammen mit Laurens Straub Geschäftsführer. Er gründete 1978 die Produktionsfirma Genee & von Fürstenberg Filmproduktion. Er begann 1987 seine Arbeit beim Filmstudio Bavaria Film und war bisher an mehr als 100 Produktionen als Produzent beteiligt.

## Filmografie (Auswahl)
Darsteller
- 1969: Brandstifter (1969)
- 1969: Die Revolte
- 1974: Okay S.I.R. – Die Laus im Pelz

Produzent
- 1979: 1 + 1 = 3
- 1991: Tatort: Unter Brüdern
- 1991: Tatort: Der Fall Schimanski
- 1991: Tatort: Animals
- 1991: Polizeiruf 110: Thanners neuer Job
- 1992: Tatort: Der Mörder und der Prinz
- 1992: Tatort: Kainsmale
- 1993: Tatort: Flucht nach Miami
- 1994: Tatort: Mord in der Akademie
- 1994: Tatort: Die Frau an der Straße
- 1994: Tatort: … und die Musi spielt dazu
- 1994: Weihnachten mit Willy Wuff
- 1995: Die Sturzflieger
- 1995: Polizeiruf 110: 1A Landeier
- 1995: Tatort: Im Herzen Eiszeit
- 1995: Tatort: Die schwarzen Bilder
- 1995: Tatort: Tod eines Auktionators
- 1995: Tatort: Herz As
- 1995: Polizeiruf 110: Roter Kaviar
- 1995: Alle lieben Willy Wuff
- 1995: Weihnachten mit Willy Wuff – Eine Mama für Lieschen
- 1996: Muchas gracias, Willy Wuff
- 1996: Tatort: Der Spezialist
- 1996: Tatort: Heilig Blut
- 1996: Tatort: Das Mädchen mit der Puppe
- 1996: Tatort: Schattenwelt
- 1997: Weihnachten mit Willy Wuff – Mama braucht einen Millionär
- 1997: Tatort: Brüder
- 1997: Polizeiruf 110: Gänseblümchen
- 1997: Tatort: Bluthunde
- 1998: Polizeiruf 110: Mordsmäßig Mallorca
- 1998: Polizeiruf 110: Tod und Teufel
- 1999: Tatort: Norbert
- 1999: Tatort: Starkbier
- 2000: Tatort: Viktualienmarkt
- 2000: Polizeiruf 110: Verzeih mir
- 2000: Polizeiruf 110: La Paloma
- 2000: Polizeiruf 110: Bruderliebe
- 2001: Polizeiruf 110: Fliegende Holländer
- 2001: Polizeiruf 110: Fluch der guten Tat
- 2002: Tatort: Wolf im Schafspelz
- 2004: Tatort: Vorstadtballade
- 2004: Polizeiruf 110: Mein letzter Wille
- 2006: Tatort: Das verlorene Kind
- 2007: Tatort: Der Finger
- 2007: Tatort: Der Traum von der Au
- 2009: Tatort: Wir sind die Guten
- 2011: Tatort: Jagdzeit

Drehbuch
- 1971: Furchtlose Flieger
- 1974: Alice in den Städten
- 1979: Milo Milo
- 1990: Unter Brüdern

Regie
- 1971: Furchtlose Flieger
- 1974: Ein bißchen Liebe
- 1981: Feuer und Schwert – Die Legende von Tristan und Isolde
- 1987: Smaragd
- 2018: EIN BISSCHEN LIEBE (reloaded)